# Institut national de météorologie (Mozambique)
Pour les articles homonymes, voir Institut national de météorologie.
L'Institut national de météorologie (INAM) (en portugais Instituto Nacional de Meteorologia) est l'agence d'État fournissant des services météorologiques et hydrologiques au Mozambique. Il est sous la tutelle du ministère local des Transports et des Communications.

## Histoire
Les observations météorologiques au Mozambique ont commencé en 1883. Le 11 janvier 1901, le sous-lieutenant A. Lopes a mis sur pied le premier réseau d'observations météorologiques et géodésiques. Lors d'une session de 1905 de la Commission d'amélioration de Porto, une proposition fut présentée pour la création d'un services de temps et de météorologie et en 1908, le Service météorologique du Mozambique (en portugais Serviço Meteorológico de Meteorologia) a été fondé,. 
L'Observatoire de Campos Rodrigues entra en activité en 1909 et coordonna toutes les activités météorologiques avec la collecte et le traitement des observations effectuées des diverses stations de la colonie portugaise en plus d'émettre du signal horaire officiel et de procéder aux observations astronomiques. Le service est devenu membre de l'Organisation météorologique mondiale le 19 juin 1976, après l'accession du Mozambique à l'indépendance. En 1989, il a pris le nom actuel.

## Organisation
Le siège social de l'INAM est situé dans la capitale Maputo et le service dispose de trois centres régionaux de services météorologiques dans les provinces de Nampula, Sofala et Gaza). Le service maintient aussi un système d'observation météorologique couvrant l'ensemble du Mozambique avec des stations d'observation au sol (plus de 40 stations météorologiques, plus de 660 pluviométriques et 125 climatiques) et 3 stations de radiosondage. L'INAM opère également 3 radars météorologiques et reçoit, entre autres, des données du satellite géostationnaire européen Meteosat,.
Un résumé de la situation en 2021 des services hydrométéorologiques dans les pays membres de la Conférence de coordination pour le développement de l'Afrique australe (SADC) par la Banque mondiale et le dispositif mondial pour la réduction des risques de catastrophes des Nations unies indique que le service météorologique du Mozambique se situe parmi les niveaux « de base » les plus modestes de la comparaison. Selon l'évaluation, le pays devrait renforcer ses services hydrométéorologiques et d'alerte précoce d'ici 2030, et si possible d'ici 2025.